# 世界史年表 (11世纪-15世纪)
- 1001年：教皇为伊什特万一世加冕，匈牙利升格为王国。
- 1004年：契丹侵宋，後又訂澶淵之盟。
- 1031年，後伍麥葉王朝滅亡。
- 1038年：趙元昊稱帝，建西夏。
- 1042年：宋朝與西夏爆發戰爭，史稱「宋夏戰爭」。
- 1044年：緬甸蒲甘王朝建立。
- 1054年：基督教第一次大分裂，羅馬公教和希臘正教正式決裂，互相開除對方的教籍。
- 1066年：法國諾曼底公爵威廉一世征服英國 ，開創英國的諾曼王朝。
- 1069年：宋神宗用王安石改革，是為熙寧變法。
- 1071年：塞爾柱土耳其人擊敗東羅馬帝國，且俘虜東羅馬皇帝，基督教世界大為震驚。
- 1076年：神聖羅馬帝國皇帝亨利四世與教皇格列高利七世發生衝突，教皇開除亨利四世的教籍。
- 1077年：亨利四世向教皇屈服，請求寬恕，即卡諾莎悔罪事件。
- 1095年：教宗烏爾巴諾二世於克勒芒大會中發表演說，號召十字軍。
- 1096年：第一次十字軍東征開始。
- 1099年：十字軍佔領耶路撒冷，建立耶路撒冷王國。
- 1106年：亨利一世將諾曼第地區納為英格蘭王國領地。
- 1115年：完顏阿骨打稱帝，建國號金，是為金太祖。
- 1122年：北遼建立，九個月後被金滅亡。
- 1123年：西北遼建立，同年滅亡。
- 1124年－1218年：西遼建立。
- 1125年：金滅遼。
- 1127年：金入侵中國北方，擄宋徽宗、宋欽宗二帝，是為靖康之難，北宋亡。同年，南宋建立，趙構登基為帝。
- 1134年：金攻南宋，金軍敗績。
- 1140年：金伐南宋，再次戰敗。岳飛北伐，連敗金軍，逼近開封，攻至朱仙鎮，但被十二道金牌召回。
- 1147年－1149年：第二次十字軍東征，慘敗。
- 1158年：義大利波隆納大學成立，為歐洲第一所大學。
- 1169年，阿尤布王朝建立。
- 1171年，法蒂瑪王朝滅亡。
- 1180年：諾曼人在南義大利建兩西西里王國。
- 1187年：埃及的薩拉丁佔領耶路撒冷。
- 1189年－1192年：神聖羅馬帝國皇帝腓特烈一世、英國國王理查一世、法國國王腓力三世等發動第三次十字軍東征，後基督教ˋ伊斯蘭教雙方達成協議。
- 1192年：神聖羅馬帝國皇帝腓特烈一世溺水而死，德軍撤退。
- 1192年：日本源賴朝任征夷大將軍，建鎌倉幕府，為日本史上第一個幕府政權。
- 1194年：塞爾柱土耳其為花剌子模所滅。
- 1197年：塞爾柱土耳其滅耶路撒冷王國。
- 1202年－1204年：教皇英諾森三世發動第四次十字軍東征，最後卻攻擊東羅馬帝國。
- 1203年：法蘭西王國終於奪回被英格蘭王國佔領的諾曼第地區。
- 1204年：東羅馬君士坦丁堡被攻陷，十字軍建立拉丁帝國。
- 1206年：鐵木真（成吉思汗）崛起並統一所有蒙古部落，建立大蒙古國或稱蒙古帝國。
- 1212年：組織兒童十字軍，後大多被威尼斯商人賣為奴隸。
- 1215年：英國貴族進軍倫敦，逼迫英王簽署《大憲章》。
- 1218年－1221年：第五次十字軍東征，以埃及為目標。
- 1219年－1223年：成吉思汗率領的第一次蒙古西征，入侵中亞，滅花剌子模。
- 1227年:成吉思汗滅西夏，後戰死
- 1228年－1229年：第六次十字軍東征，仍以埃及為目標。
- 1234年:南宋聯合蒙古帝國攻滅金朝。
- 1236年－1242年：拔都率領的第二次蒙古西征，入侵東歐，1240年，攻陷莫斯科基輔等地，更達波蘭亞得里亞海海岸。
- 1244年：花剌子模在埃及支持下收回耶路撒冷。
- 1248年－1254年：法王路易九世發動第七次十字軍東征，目標為埃及，慘敗。
- 1253年－1260年：旭烈兀率領的第三次蒙古西征，侵略波斯及美索不達米亞等地。
- 1258年：旭烈兀滅黑衣大食。
- 1260年：蒙古帝國分裂。
- 1261年：尼西亞帝國得熱那亞人之助，重建東羅馬帝國，拉丁帝國滅亡。
- 1265年－1321年：文學家但丁在世。
- 1270年：路易九世發動第八次十字軍東征進攻突尼斯，途中路易九世染病身亡，就此退兵。
- 1274年:元朝遠征日本，爆發第一次元日戰爭。
- 1276年:忽必烈改國號元，是為元太祖。
- 1279年:崖山之戰，南宋滅亡。
- 1281年:第二次元日戰爭
- 1291年：十字軍的最後一個據點-阿卡被穆斯林攻佔，十字軍東征至此完全失敗。
- 1299年：鄂圖曼土耳其建國。
- 1304年－1374年：詩人彼特拉克在世。
- 1313年－1375年：文學家薄伽丘在世。
- 1335年：足利尊氏於京都建室町幕府。
- 1337年：英格蘭王國與法蘭西王國爆發戰爭，史稱英法百年戰爭開始。
- 1346年－1350年：歐洲黑死病大規模流行，約1/4-1/3的歐洲人死於這場瘟疫。
- 1353年：義大利人薄伽丘完成十日談。同年伊兒汗國滅亡。
- 1351年，元朝末年爆發紅巾軍之亂，加速了元朝的滅亡。
- 1368年：明建立，同年攻入元的大都，帖木兒退出中原。
- 1370年：帖木兒自稱可汗，建帖木兒帝國，以薩馬爾罕為首都。
- 1388年：北元滅亡。
- 1399年－1402年：燕王朱棣發動靖難之變，攻入南京，明建文帝失蹤，朱棣隨後繼位，是為明成祖。
- 1400年：帖木兒率軍擊敗鄂圖曼帝國，救援東羅馬。
- 1404年：帖木兒率軍東征明朝，但於路途中病死。
- 1405年：帖木兒死，鄂圖曼復國。
- 1405年－1433年：鄭和七次下西洋。
- 1415年：波西米亞宗教改革家胡斯慘遭教會火刑。
- 1429年：法國少女聖女貞德率領人民攻擊英軍，解奧爾良城之圍。
- 1446年：训民正音出版。
- 1447年：明朝，土木堡之變。
- 1452年－1519年：達文西在世。
- 1453年：鄂圖曼土耳其攻陷拜占庭的首都兼最後據地君士坦丁堡，東羅馬帝國滅亡。
- 1454年：日耳曼人古騰堡印出第一本活字版聖經。
- 1455年－1485年：英格蘭王國爆發家族戰爭，為蘭開斯特家族和約克家族間的鬥爭，史稱「玫瑰戰爭」。
- 1456年－1467年：普魯士邦聯和波蘭王國結盟對抗條頓騎士團國，引發十三年戰爭。
- 1467年：應仁之亂爆發，日本進入戰國時代。
- 1469年－1527年：政治學家馬基雅維利在世。
- 1475年－1564年：藝術家米開朗基羅在世。
- 1480年：莫斯科大公國從金帳汗國中獨立。
- 1483年－1520年：畫家拉斐爾在世。
- 1485年：亨利七世成為英王，為都鐸王朝之始，玫瑰戰爭結束。
- 1488年：迪亞士到達非洲最南端好望角地區。
- 1492年：哥倫布初次航行到美洲，仍以為所到之地為亞洲。
- 1494年：葡萄牙、西班牙雙方兩國經教宗協調，簽訂《托爾德西里亞斯條約》，劃分海外勢力範圍。
- 1498年：葡萄牙人達伽馬到達印度，開闢西歐到東方的新航路。
- 1500年：葡萄牙船隊到達巴西，將巴西納為殖民地。